# Panarabische Spiele
Die Panarabischen Spiele (arabisch دورة الألعاب العربية, DMG daurat al-alʿāb al-ʿarabiyya; englisch Pan Arab Games oder nur Arab Games) sind eine Multisportveranstaltung für die Länder der arabischen Welt, die von der Union of Arab National Olympic Committees (UANOC; arabisch Ittihad al-lidschan al-ulimbiyya al-wataniyya al-ʿarabiyya) organisiert werden. Sie finden seit 1953 statt und waren ursprünglich mit einem vierjährigen Austragungsrhythmus geplant, der aber nicht eingehalten wurde. Aufgrund politischer Unruhen und finanzieller Schwierigkeiten gilt die Veranstaltung als instabil. Ausgetragen werden die Wettkämpfe in den olympischen Sportarten. Frauen dürfen seit 1985 teilnehmen.

## Austragungsorte
| Nr.  | Jahr | Datum                         | Ort                                  | Nationen | Athleten | Sportarten |
| ---- | ---- | ----------------------------- | ------------------------------------ | -------- | -------- | ---------- |
| I    | 1953 | 26. Juli bis 10. August       | Ägypten, Alexandria                  | 9        | 657      | 10         |
| II   | 1957 | 13. bis 27. Oktober           | Libanon, Beirut                      | 10       | 1325     | 14         |
| III  | 1961 | 24. August bis 8. September   | Marokko, Casablanca                  | 8        | 1127     | 11         |
| IV   | 1965 | 2. bis 14. September          | Vereinigte Arabische Republik, Kairo | 9        | 1500     | 14         |
| V    | 1976 | 6. bis 21. Oktober            | Syrien, Damaskus                     | 11       | 2500     | 14         |
| VI   | 1985 | 24. August bis 8. September   | Marokko, Rabat                       | 20       | 2000     | 18         |
| VII  | 1992 | 4. bis 18. September          | Syrien, Damaskus                     | 17       | 2500     | 17         |
| VIII | 1997 | 13. bis 27. Juli              | Libanon, Beirut                      | 20       | 2200     | 21         |
| IX   | 1999 | 15. bis 31. August            | Jordanien, Amman                     | 22       | 4600     | 29         |
| X    | 2004 | 24. September bis 10. Oktober | Algerien, Algier                     | 22       | 3240     | 26         |
| XI   | 2007 | 11. bis 26. November          | Ägypten, Kairo                       | 22       | ~6000    | 32         |
| XII  | 2011 | 9. bis 23. Dezember           | Katar, Doha                          | 21       | ~6000    | 33         |
| XIII | 2015 | ausgefallen                   | Libanon                              | -        | -        | -          |
| XIII | 2023 | Juli                          | Algerien                             |          |          |            |

### Ausfall 2015
Auf Grund der Konflikte in der Region gab Beirut (Libanon) die Austragung der Spiele für 2015 zurück, und der neue Austragungsort sollte Rabat (Marokko) sein, aber auf Grund finanzieller Bedenken zog auch Rabat zurück. Alsdann interessierte sich Ägypten für die Austragung. Aber die Spiele fanden letztlich nicht statt, und es gab bis dato auch keine Verlautbarungen zu künftigen Spielen.

## Doping
Zufolge einer Studie der Universität Tübingen und der Harvard Medical School standen bei den Panarabischen Spielen 2011 in Doha (Katar) im Schnitt 57,1 Prozent der Athleten nach eigenen Angaben unter Doping-Einfluss. Bei den Leichtathletik-Weltmeisterschaften in Daegu (Südkorea) im selben Jahr waren es mindestens 30 Prozent, im Mittel aber sogar zwischen 39,4 und 47,9 Prozent (Schnitt: 43,6), die angaben, im Zeitraum von zwölf Monaten vor dem Wettkampf gedopt zu haben.
Bei beiden Veranstaltungen resultierten die Ergebnisse aus einer anonymen Befragung unter insgesamt 2.167 Athleten, bei den Weltmeisterschaften waren es 1.202 Sportler. Die Validität der Methode Randomisierte Antworttechnik ist wissenschaftlich anerkannt. Neben der Gesamtzahl dopender Athleten ist auch die Ineffizienz der damals vorgenommenen Dopingkontrollen nicht zu übersehen, da nur ein Bruchteil der Dopingfälle (bei der WM waren es 0,5 Prozent), erkannt wurden.
Die Wissenschaftler hatten jahrelang um die Veröffentlichung der von der Welt-Anti-Doping-Agentur WADA in Auftrag gegebenen Studie gestritten. Die Universität Tübingen hatte dem Leichtathletik-Weltverband IAAF vorgeworfen, die Veröffentlichung verhindern zu wollen. Ein ausführlicher Artikel zur Studie ist in der Zeitschrift Sports Medicine abgedruckt.

## Sportarten
| Sportart       | seit |
| -------------- | ---- |
| Badminton      | 1999 |
| Basketball     | 1953 |
| Billard        | 2011 |
| Bodybuilding   | 1999 |
| Boxen          | 1953 |
| Bowling        | 2007 |
| Bridge         | 1999 |
| Fechten        | 1953 |
| Fußball        | 1953 |
| Gewichtheben   | 1953 |
| Golf           | 1985 |
| Handball       | 1961 |
| Judo           | 1976 |
| Kamelreiten    | 2007 |
| Karate         | 1976 |
| Leichtathletik | 1953 |
| Kickboxen      | 1999 |

| Sportart           | seit |
| ------------------ | ---- |
| Moderner Fünfkampf | 2007 |
| Radsport           | 1957 |
| Reiten             | 1957 |
| Schach             | 1999 |
| Schießen           | 1953 |
| Schwimmen          | 1953 |
| Segeln             | 1985 |
| Squash             | 1999 |
| Taekwondo          | 1997 |
| Tauziehen          | 1957 |
| Tennis             | 1961 |
| Tischtennis        | 1976 |
| Turnen             | 1953 |
| Volleyball         | 1957 |
| Wasserball         | 1961 |
| Wasserspringen     |      |
| Ringen             | 1953 |

## Medaillenspiegel
| Rang | Land                              | Gold | Silber | Bronze | Gesamt |
| ---- | --------------------------------- | ---- | ------ | ------ | ------ |
| 1    | Ägypten                           | 621  | 426    | 375    | 1422   |
| 2    | Tunesien                          | 280  | 226    | 295    | 801    |
| 3    | Marokko                           | 278  | 237    | 276    | 791    |
| 4    | Algerien                          | 255  | 305    | 321    | 881    |
| 5    | Syrien                            | 229  | 239    | 316    | 784    |
| 6    | Vereinigte Arabische Republik     | 122  | 74     | 49     | 245    |
| 7    | Libanon                           | 82   | 122    | 190    | 394    |
| 8    | Irak                              | 82   | 121    | 183    | 386    |
| 9    | Katar                             | 74   | 80     | 100    | 254    |
| 10   | Jordanien                         | 70   | 125    | 176    | 371    |
| 11   | Saudi-Arabien                     | 69   | 97     | 126    | 292    |
| 12   | Kuwait                            | 40   | 61     | 117    | 218    |
| 13   | Vereinigte Arabische Emirate      | 29   | 36     | 53     | 118    |
| 14   | Bahrain                           | 26   | 20     | 46     | 92     |
| 15   | Sudan                             | 24   | 42     | 36     | 102    |
| 16   | Libyen                            | 21   | 38     | 52     | 111    |
| 17   | Oman                              | 14   | 16     | 21     | 51     |
| 18   | Jemen                             | 7    | 10     | 19     | 36     |
| 19   | Palästina                         | 5    | 18     | 63     | 86     |
| 20   | Dschibuti                         | 1    | 2      | 1      | 4      |
| 21   | Jemenitische Arabische Republik   | 1    | 0      | 1      | 2      |
| 22   | Somalia                           | 0    | 4      | 1      | 5      |
| 23   | Demokratische Volksrepublik Jemen | 0    | 0      | 1      | 1      |
| 24   | Komoren                           | 0    | 0      | 0      | 0      |
| 24   | Mauretanien                       | 0    | 0      | 0      | 0      |

## Referenzen
- Daniel Bell: Encyclopedia of International Games. McFarland, Jefferson, North Carolina, 2003, ISBN 0786410264.
- Rolf Ulrich, Harrison G. Pope Jr., Léa Cléret et al.: Doping in Two Elite Athletics Competitions Assessed by Randomized-Response Surveys. In: Sports Medicine. Nr. 48, 2018, S. 211–219.